# 三川河
三川河，黄河支流，包括北川河、东川河与南川河，因此得名。它向西流淌，经柳林汇入黄河。全长168公里，流域面积4161平方公里。含沙量大。